# Haus-zu-Haus-Verkehr
Unter Haus-zu-Haus-Verkehr wird eine rechtlich garantierte Ausnahme von der deutschen Straßenverkehrs-Ordnung verstanden.
Diese Regelung besagt, dass Fahrer von Fahrzeugen, welche ihr Fahrzeug regelmäßig in kurzen Zeitabständen verlassen müssen, von der allgemeinen Gurtpflicht entbunden sind.
Entscheidend für diese Ausnahme ist jedoch, dass die jeweils nur sehr kurzen Fahrstrecken mit geringer Geschwindigkeit gefahren werden. Das ständige An- und Ablegen des Sicherheitsgurtes kann hier nicht zugemutet werden.
Die Ausnahme wird i. d. R. von Paketdiensten und Postbeförderungsunternehmen sowie Entsorgungsbetrieben wie der Müllabfuhr in Anspruch genommen. Rechtsgrundlage ist der § 21a Straßenverkehrs-Ordnung.